# Disulfiram
Il disulfiram (dietilditiocarbammato) è un farmaco usato nella cura dell'alcolismo.
Il nome commerciale, in alcune nazioni, è Antabuse o Antabus o ancora Etiltox.

## Meccanismo di azione
Normalmente l'alcool nell'organismo viene metabolizzato nel fegato grazie all'enzima alcool deidrogenasi che lo trasforma in acetaldeide, la quale, a sua volta, viene convertita in acido acetico grazie all'enzima acetaldeide deidrogenasi.
Il disulfiram è un inibitore dell'aldeide deidrogenasi, ciò porta ad un accumulo di acetaldeide nel sangue che genera sintomi spiacevoli (palpitazioni, cefalea, vomito, etc.). Tali sintomi, in un paziente motivato ed attento alla terapia, dissuadono l'alcolista dal continuare ad assumere alcolici. 
Il farmaco non può esser somministrato in pazienti con funzionalità epatica compromessa e questo limite pesa gravemente sul suo utilizzo negli etilisti cronici.
Il cefoperazone, antibiotico della classe delle Cefalosporine,e il metronidazolo hanno lo stesso meccanismo d'azione del Disulfiram (effetto disulfiram-simile) .
In base a recenti studi si è accertato che il disulfiram inibisce anche altri enzimi, tra i quali la dopamina beta-idrossilasi (DBH), che trasforma la dopamina in norepinefrina, principale neurotrasmettitore delle terminazioni nervose simpatiche.

## Preparazione
Il disulfiram può essere preparato dall'ossidazione del dietilditiocarbammato di sodio con lo iodio:
2 NaS2CNEt2  +  I2   →    Et2NC(S)S-SC(S)NEt2  +  2 NaI
(Et = etile, C2H5)

## Altri utilizzi
Recentemente sono state effettuate sperimentazioni cliniche sul suo impiego nel trattamento della dipendenza da cocaina.
Evidenze cliniche hanno dimostrato che per questo motivo la somministrazione del farmaco porta alla riduzione della quantità e della frequenza di uso di cocaina, tuttavia molti autori suggeriscono cautela nell'approcciarsi al trattamento nelle dipendenze da cocaina con disulfiram.